# هاتسون ماسون
هاتسون ماسون (بالإنجليزية: Hutson Mason)‏ هو لاعب كرة قدم أمريكية ولاعب كرة قدم كندية أمريكي، ولد في 20 سبتمبر 1991 في ماريتا في الولايات المتحدة.

## وصلات خارجية
- هاتسون ماسون على موقع مرجع كرة القدم المحترفة.كوم (الإنجليزية)